# Amazon Go
Amazon Go är en kedja av obemannade livsmedelsbutiker som drivs av online-återförsäljaren Amazon. Butikerna har en helautomatisk betalningslösning, där kunderna kan köpa varor utan att betala vid en bemannad kassa eller använda en självutcheckningsstation.

## Historik
Den första butiken öppnade den 5 december 2016, men endast för anställda och till allmänheten den 22 januari 2018. Amazon Go har ett begränsad utbud av mat och alkohol till försäljning. Amazon övervägde i december 2018 möjligheten att öppna 3000 Amazon Go-butiker i hela USA fram till 2021. I februari 2020 hade Amazon Go 25 butiker i USA.
Den första obemannade Amazon-butiken utanför USA öppnades i mars 2021 i London, Storbritannien under varumärket Amazon Fresh. I mars 2025 blev både Go och Freshs ledningsstrukturer ihop slagna med Amazons avdelning Worldwide Grocery Stores ledningsstruktur, som där även Whole Foods Market ingår, för att öka effektiviteten inom varumärkena.

## Teknik och genomförande
Enligt en reklamfilm publicerad av Amazon använder butikskonceptet flera tekniker, inklusive datorseende, maskininlärning och sensorer för att automatisera mycket av inköps-, kassa- och betalningsstegen i samband med en detaljhandel. Butikskonceptet ses som en revolutionerande modell som bygger på förekomsten av smartphones och geofencingteknik för att effektivisera kundupplevelsen, samt tillförselkedjan och lagerhanteringen..
Kunder måste ladda ner Amazon Go-appen för iOS och Android, som är länkad till deras Amazon.com-konto innan de handlar i butiken. Appen tillåter användare att lägga till andra till deras Amazon-konto, så att barn och en make kan handla på samma  konto. Taket i butiken har flera kameror och butikshyllor har viktgivare för att upptäcka vilken eller vilka sak en kund plockat upp. Om en kund tar en vara från hyllan kommer den att läggas till personens virtuella kundvagn. Om en kund placerar en vara tillbaka på hyllan är den "uttagen" från den virtuella kundvagnen..